# Guarcello Peak
Guarcello Peak är en bergstopp i Antarktis. Den ligger i Västantarktis. Chile gör anspråk på området. Toppen på Guarcello Peak är 2 050 meter över havet.
Terrängen runt Guarcello Peak är huvudsakligen kuperad, men västerut är den platt. Guarcello Peak är den högsta punkten i trakten. Trakten är obefolkad. Det finns inga samhällen i närheten. 